# タイプーサム
タイプーサム、またはタイプサム（タミル語:தைப்பூசம்）はヒンドゥー教のタミル人コミュニティによって祝われる祭りである。タミル暦でタイ (Thai) にあたる月（1月/2月）の満月の日に祝われる。パールヴァティーが息子のムルガに聖なる槍を与えたことを記念する祭りである。参加者が自身の体に串などを刺す苦行を行うため「奇祭」と称されることもある。たいてい、プシャの星の近くに月がある時期と一致しており、タミル文化圏ではプーサムと知られている。祭りは、ヒンドゥー教徒のケーララ人たちの間にもみられ、タイプーヤムという方言で呼ばれている（マラヤーラム語：തൈപ്പൂയം）。

## 起源
タイプサムという言葉はタイ（Thai）という月の名前とプーサム（Pusam、タミル語:Pushya;マラヤ―ラム語:プーヤム）という星（ふたご座としし座に挟まれたかに座中央のプレセペ星団あたりの星）の名前の組み合わせで構成されており、この星は祭りの間最も高い位置に存在する。この祭りはパールヴァティーがムルガ（スカンダ）にベルという聖槍を授けたことでスラパドマンとその兄弟に打ち勝てたことを祝う祭りである。同様に、タイプーサムはスカンダの誕生を記念するものであるとも言われている。一方、ヴァイカシ月（5月、6月）にあたるヴァイカシ・ヴィシャカムがスカンダの誕生日にあたるという説もある。
ヒンドゥー聖典であるスカンダ・プラーナによると、ムルガの伝説やムルガに関するティルップガルという詩はシヴァ派の信条に則って作られている。ムルガはシヴァの光と知恵の体現者であり、彼が悪を打ち破ったことにあやかり、彼の信奉者たちは悩みや苦難を乗り越えるために彼に祈りをささげる。タイプーサムは、神から力を貰うことで悪いことを解決しようという動機の下に行われている。

## カヴァディ・アッタム
カヴァディ・アッタム （カヴァディの踊り）とは、踊り、供物、そして禁欲と窮乏を目的とした肉体への自傷行為などの、一連の祭祀儀礼である。カヴァディは神輿の一種であり、信徒は自身の体に串やかぎ針などを刺してこの神輿をつなぐ苦行を行う。
巡礼においては、牛乳の入ったポットを持って回ることもあるが、一般的には聖槍ベルを模した串で皮膚や舌、または頬を突き刺すことによる「肉の屈辱」が行われる。さらに、祭りの始まりから最後まで、小さな槍で自らの舌や頬を突き刺す人もいる。

## インド国外のタイプーサム
この祭りは、インド国外でも大規模なタミル人コミュニティが存在する国や地域で主に見られ、行われている地域としてはインド、スリランカ、マレーシア、モーリシャスが挙げられる。同じく、インド系移民としてのタミル人がいる地域でも見られ、カナダやシンガポール、南アフリカ、アメリカ合衆国、レユニオン、インドネシア、タイ、ミャンマー、トリニダード・トバゴ、ガイアナ、スリナム、ジャマイカその他のカリブ海地域の島々が挙げられる。
マレーシアではこの日が祝日として扱われる州もあり、マレーシアのクアラルンプール近くのバトゥ洞窟にある寺院、ペナン州ジョージタウン付近にあるバラタンダユタパニ寺院、ペナン州のナトゥコタイ・チェッティア寺院、ペラ州イポーのカルマライ・ムラガン寺院には100万を超える信者たち、数万を超える観光客たちが訪れる。
シンガポールでは、早朝、ヒンドゥー教徒たちがスリ・スリニヴァサ・ペルマル寺院に供物としてミルクポットを運んだり、自分の体に針などを突き刺したりして行列を始める。この行列はタンク・ロードのスリ・テンダユタパニ寺院に到達するまで4㎞にも及ぶ。

## ギャラリー

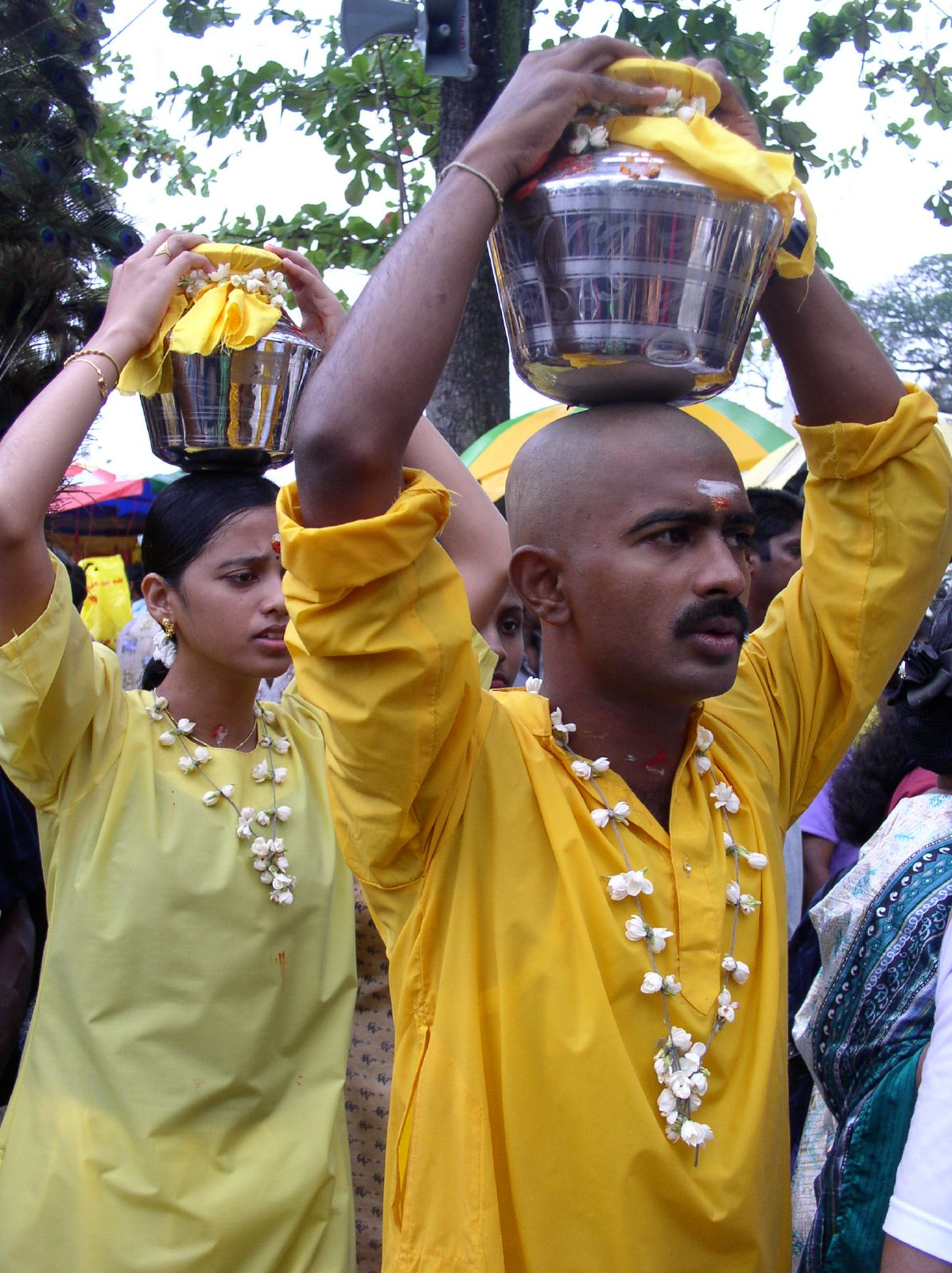
タイプーサムで供物としてミルクポットを運ぶ信者たち
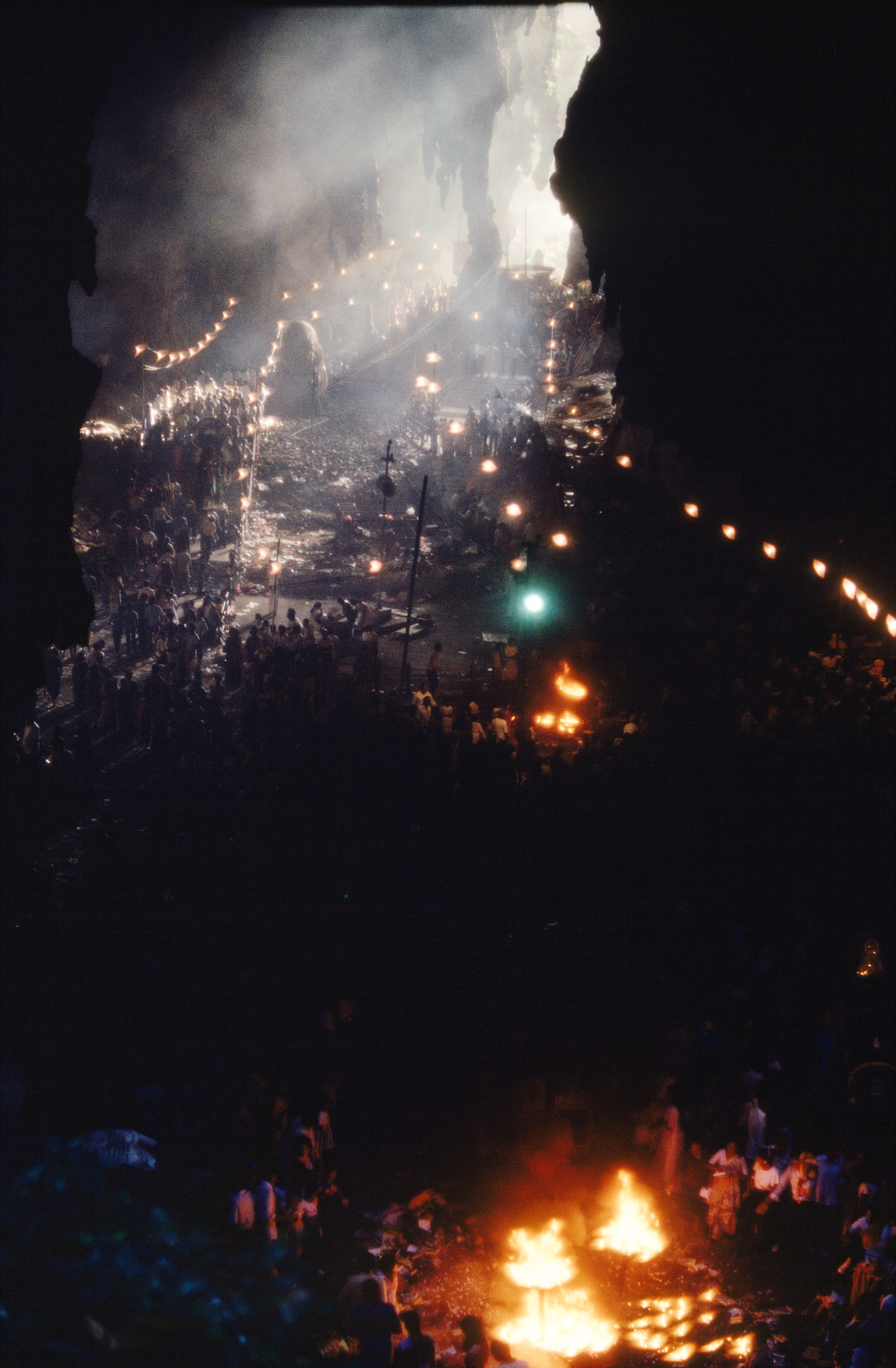
1985年、マレーシアのバトゥ洞窟でのタイプーサム
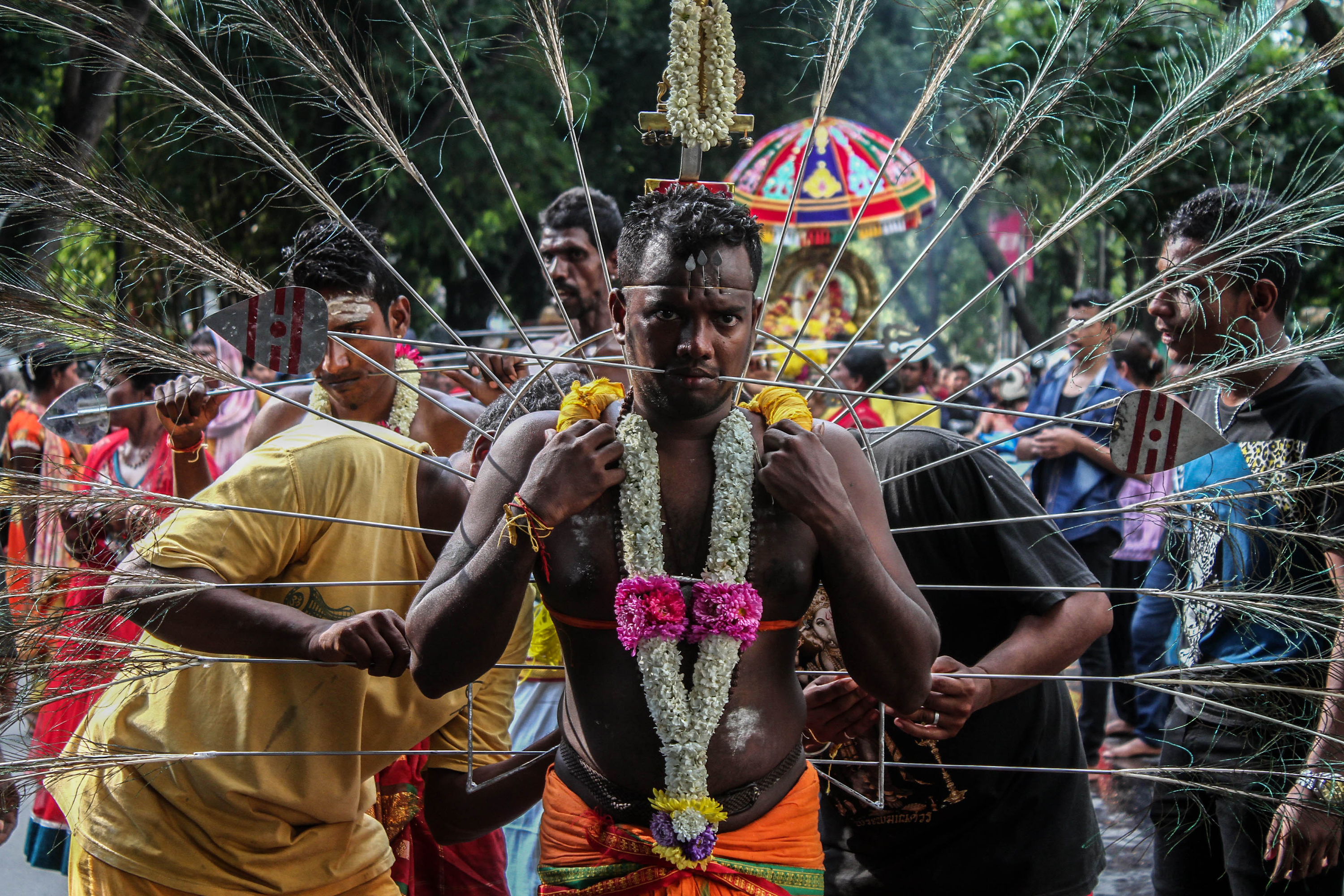
2016年、インドネシアのメダンでのタイプーサム
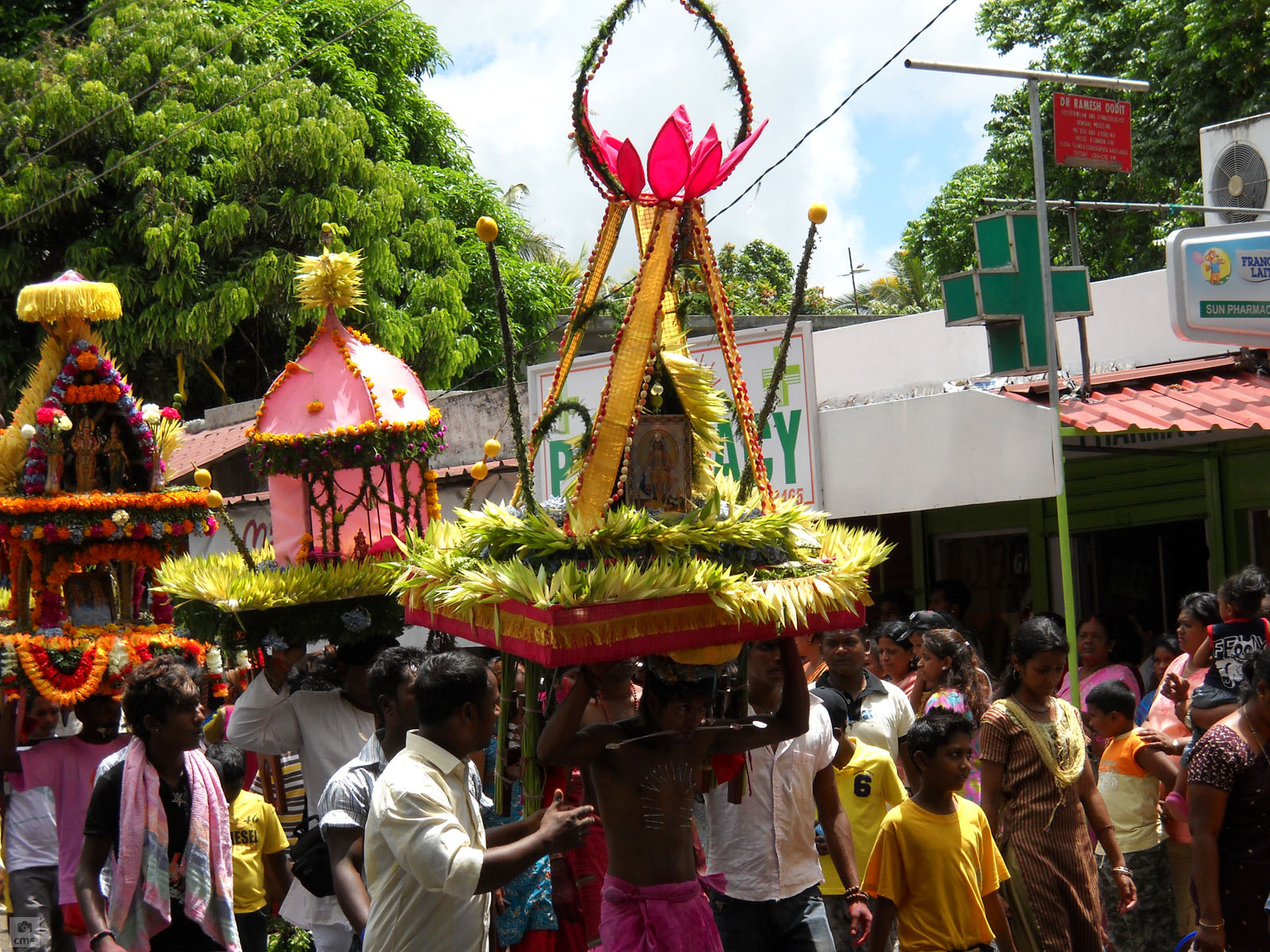
モーリシャスのタイプーサム
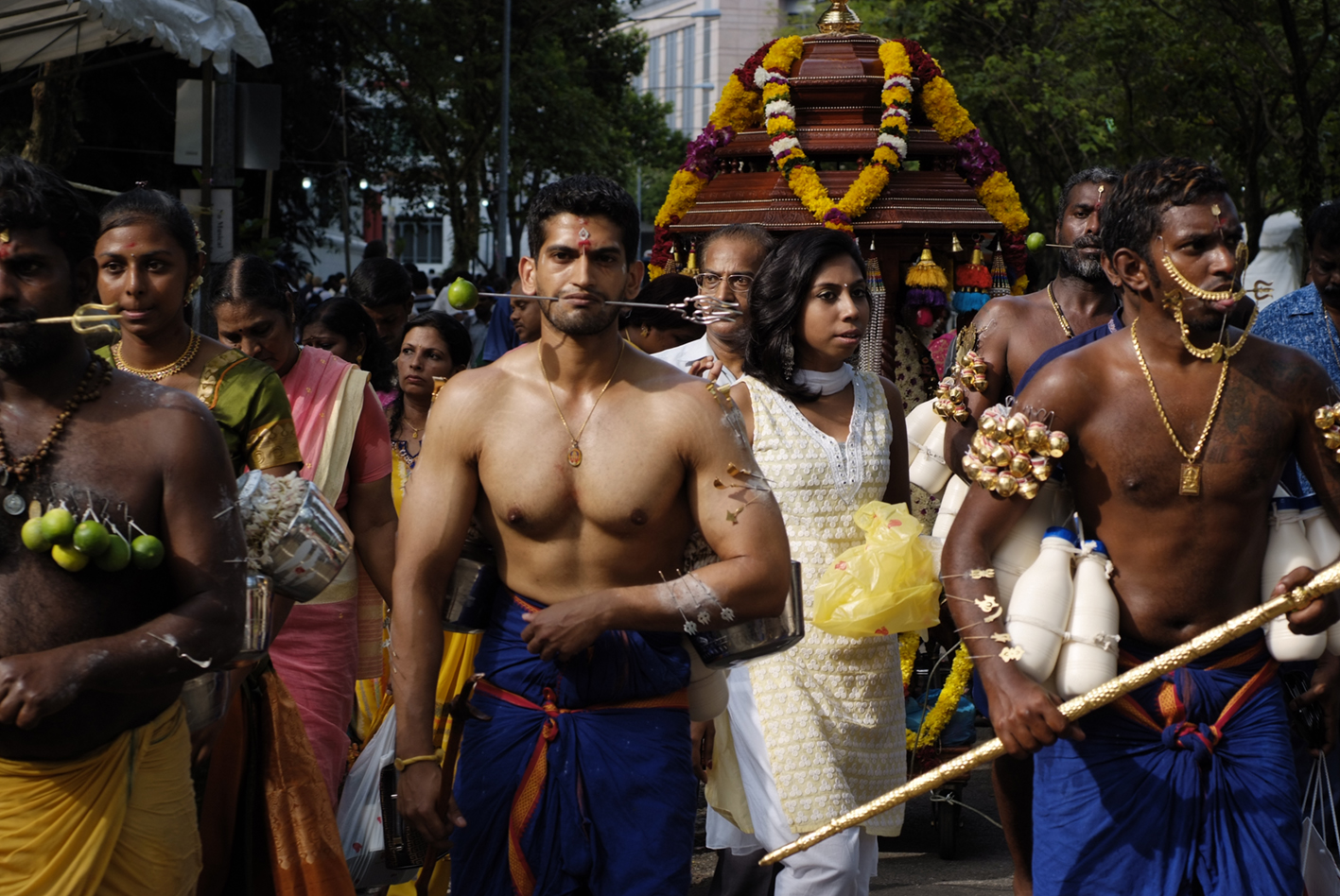
シンガポールのタイプーサムの行列
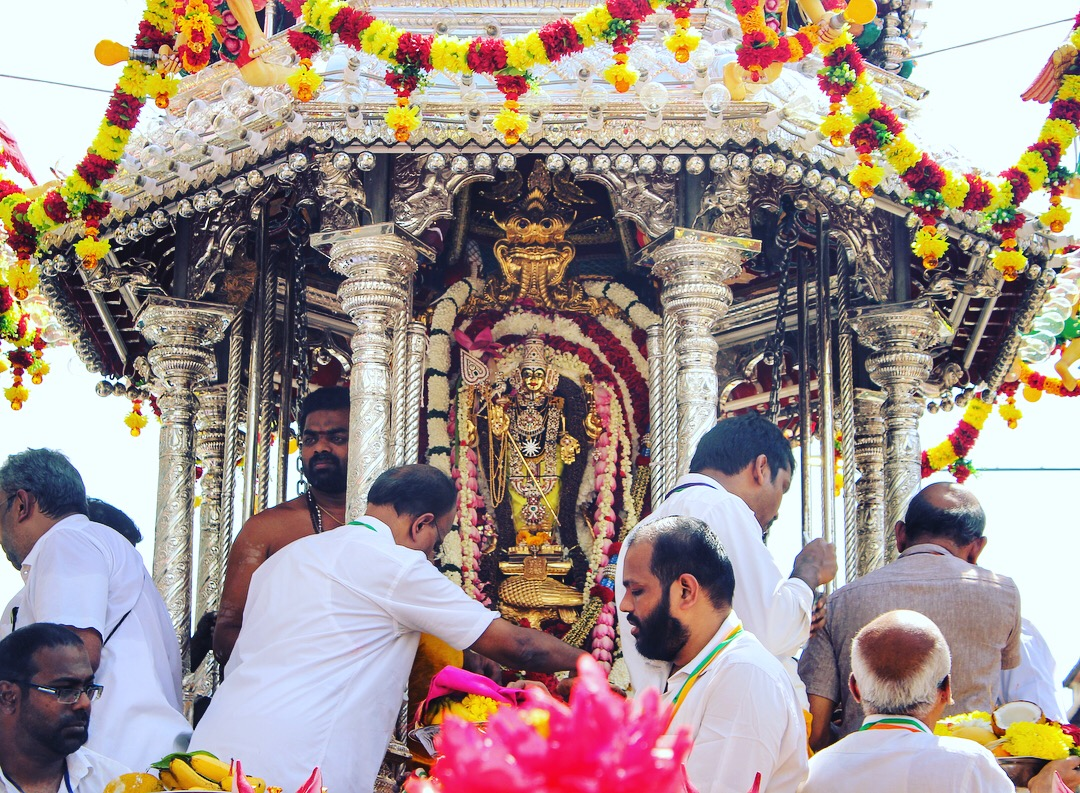
マレーシアのペナン州での銀のみこしの行列
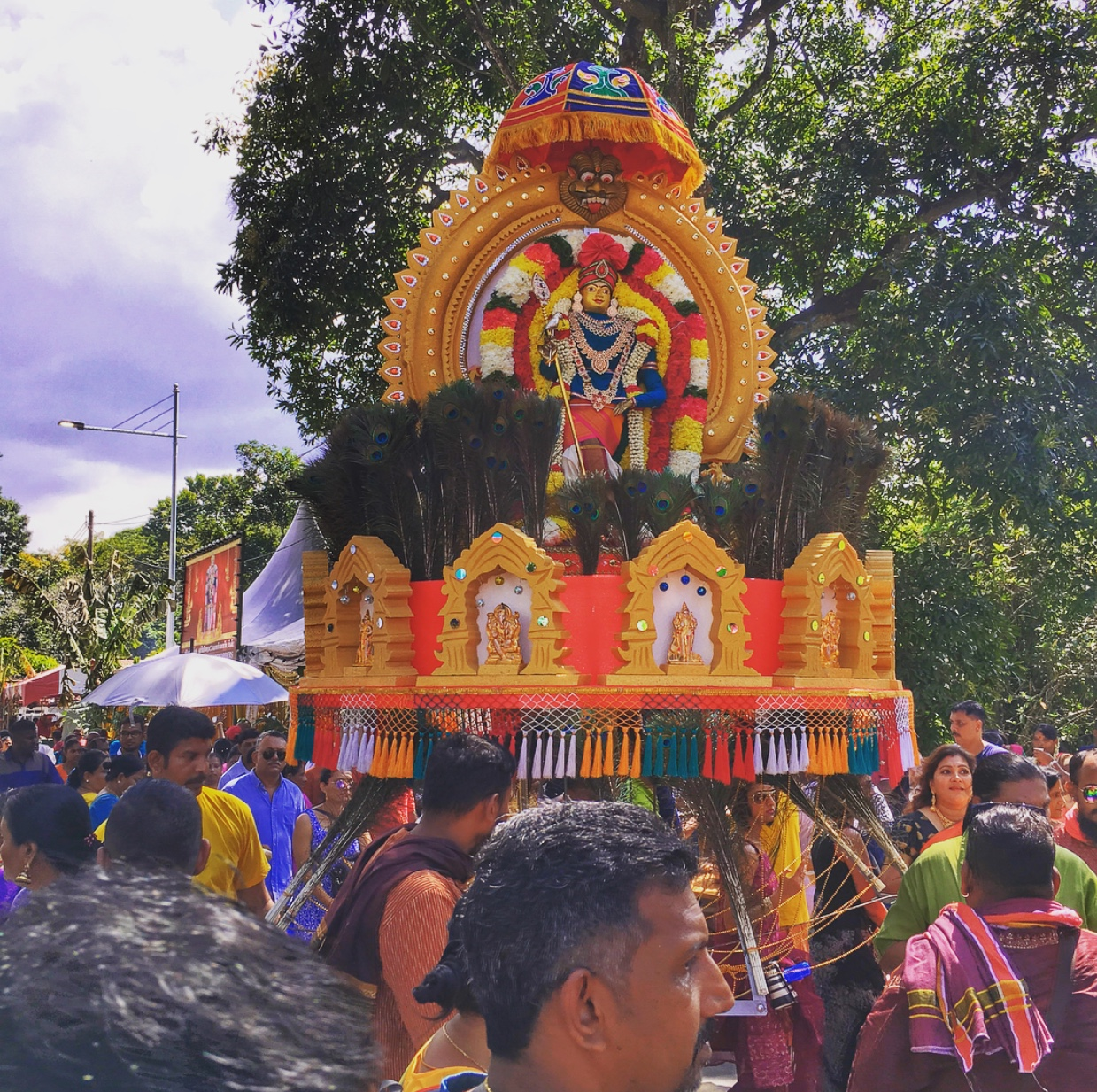
ペナンにおけるタイプーサムのカヴァディ行列
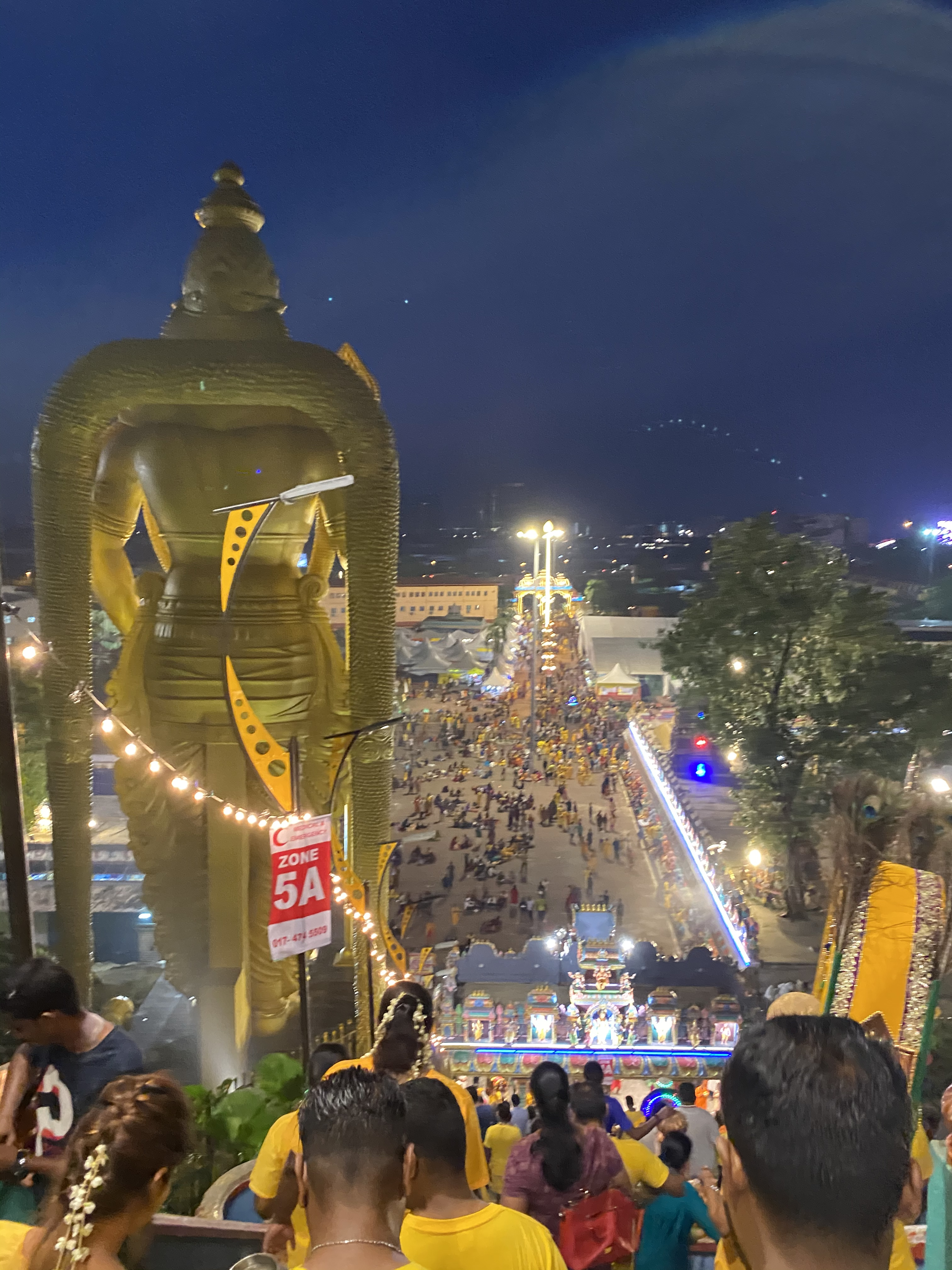
シンガポールのタイプーサム
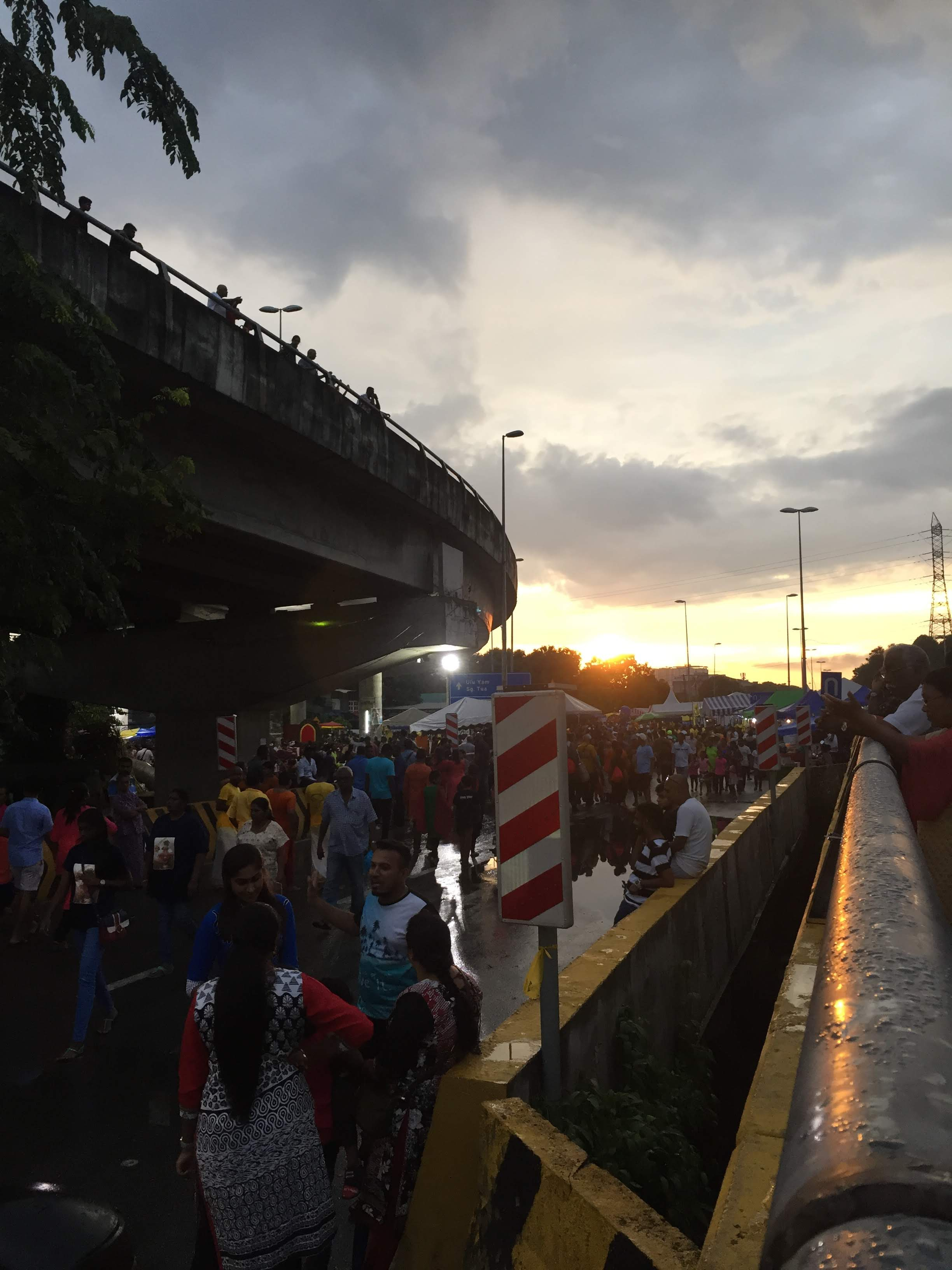
マレーシアでのタイプーサム
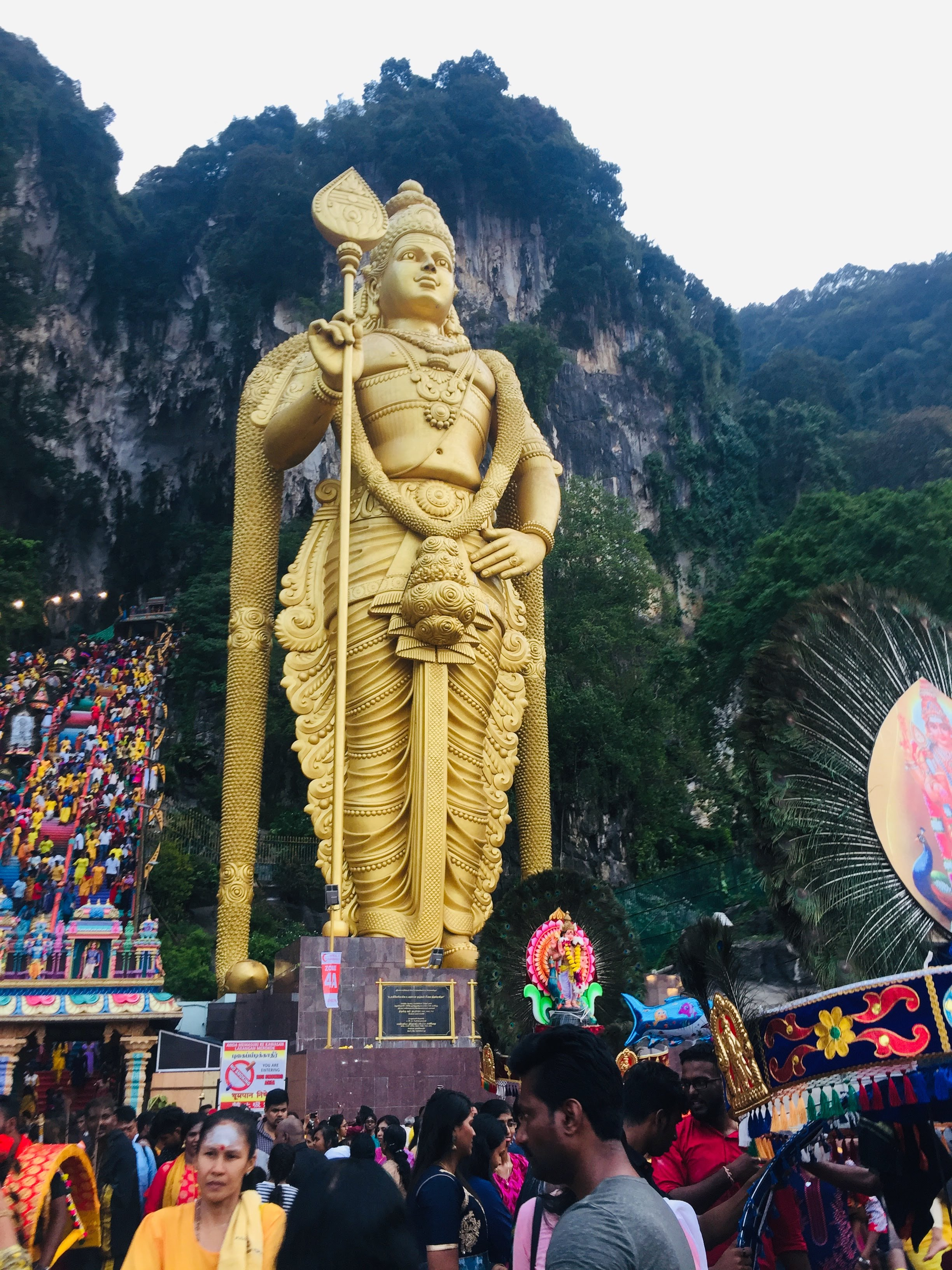
マレーシアでのタイプーサム
- マレーシアでのタイプーサム
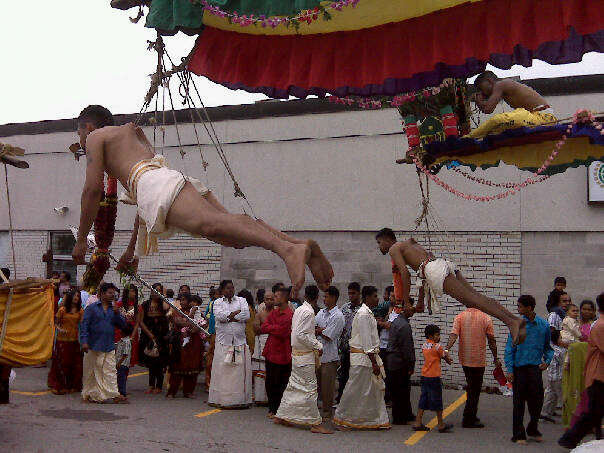
カナダのモントリオールで行われたタイプーサムのカヴァディ奉納